# Исидор Святого Иосифа
Исидо́р Свято́го Ио́сифа (имя в миру Исидор де Лоор, Isidore de Loor; 18 апреля 1881, Вразене, Восточная Фландрия — 6 октября 1916, Кортрейк, Западная Фландрия) — блаженный Римско-католической церкви, монах ордена пассионистов.

## Биография
Родился 18 апреля 1881 году в бельгийском городе Вразене, который расположен в Восточной Фландрии, Бельгия. Начальное образование закончил в 12 лет и стал помогать своему отцу на ферме.
15 апреля 1907 года поступил в монастырь пассионистов, приняв монашеское имя Исидор Святого Иосифа. 13 сентября 1908 принял вечные монашеские обеты и стал полноправным членом монашеского ордена, после чего был переводён в монастырь пассионистов в город Кортийк, где выполнял послушничество в саду и на кухне.
Через некоторое время у Исидора возникло онкологическое заболевание в области правого глаза, который был впоследствии удалён. Заболевание прогрессировало и постепенно распространилось по всему телу. Несмотря на болезнь, Исидор Святого Иосифа принимал многочисленных паломников, посещавших монастырь, снискав тем самым любовь у верующих.
В конце лета 1916 года его здоровье резко ухудшилось и он умер в возрасте 35 лет от карциномы и плеврита 6 октября 1916 года.

## Канонизация
Причислен к лику блаженных 13 сентября 1984 года римским папой Иоанном Павлом II.